# Brownie Wise
Pour les articles homonymes, voir Wise.
Brownie Wise, née le 25 mai 1913 à Buford et morte le 24 septembre 1992 à Kissimmee, est une femme d'affaires américaine dont les innovations en termes de marketing ont joué un rôle essentiel dans le succès des Tupperware.

## Biographie

### Premières années
Brownie Wise naît en 1913 dans un milieu social modeste. En 1936 elle épouse Robert Wise, ingénieur automobile travaillant à Détroit dans une usine Ford. Son époux se rend coupable de violences conjugales et elle divorce en 1941. Faisant face à des difficultés financières, elle s'installe dans la banlieue de Détroit avec sa mère et son fils et devient secrétaire de direction ; en 1947 elle travaille en parallèle comme vendeuse à domicile de produits nettoyants chez Stanhome, poste pour lequel elle abandonne vite son activité de secrétaire de rédaction. Elle obtient vite des records de vente et est repérée par le directeur de l'entreprise, qui la promeut responsable des équipes commerciales de Détroit. À la fin des années 1940 Brownie Wise intègre les tupperware de l'entreprise Tupperware Brands Corporation à son catalogue de ventes à Détroit ; c'est un succès, les ventes de ces récipients en plastique étant multipliées par 10 dans la région en l'espace de quelques mois. Earl Tupper (en) propose alors à Brownie Wise de rejoindre son entreprise, ce qu'elle accepte en 1950 à la suite du refus de sa hiérarchie de lui accorder une promotion.

### Activités chez Tupperware

#### Le concept de réunions-tupperware

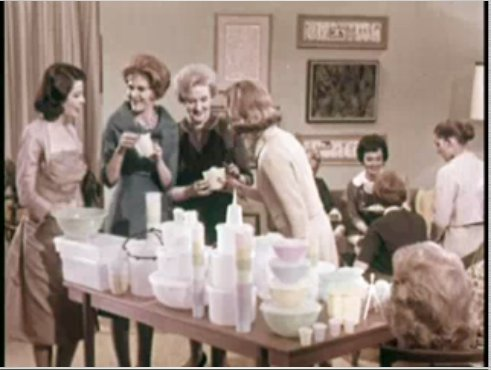
Réunion tupperware dans les années 1960.

Brownie Wise développe en Floride une nouvelle méthode de vente pour les tupperwares. Elle conserve le principe de la vente à domicile, mais sans que les membres du réseau de ventes ne soient salariés de l'entreprise. Les démonstrations sont ainsi assurées à domicile par des maîtresses de maisons auprès de leurs connaissances et ce au rythme qu'elles souhaitent ; elles touchent ensuite un pourcentage sur les ventes, et les meilleures vendeuses sont aussi récompensées par des cadeaux et des voyages. L'idée est un succès et en 1957 le réseau commercial compte 20 000 vendeuses indépendantes. Ce succès est dû en partie au fait que les banlieues américaines ont commencé à se développer dans les années 1950, et ce à une époque où les magasins y étaient rares et où la plupart des femmes ne travaillaient pas. Les réunions tupperwares ont ainsi permis de rompre l'isolement de ces femmes tout en leur offrant une source de revenus. Une enquête menée en France dans les années 1970 a elle aussi établi l'importance de ces réunions dans l'émancipation progressive des femmes.

#### Difficultés au sein de l'entreprise
Brownie Wise prend de plus en plus d'importance dans l'entreprise, et se fait de plus en plus connaître dans les médias au cours de cette période ; le 17 avril 1954 elle est ainsi la première femme à faire la une du magazine Bloomberg Businessweek. Ses relations avec le directeur Earl Tupper sont cependant de plus en plus tendues, probablement en partie parce que Brownie Wise se présente comme l'unique artisan du succès des tupperwares sans mentionner leur inventeur. Lorsqu'elle organise un séminaire réunissant 1 200 vendeuses sur une île de Floride à l'été 57, et qu'une tempête imprévue fait plusieurs dizaines de blessées, Brownie Wise est licenciée.

### Dernières années
Après son licenciement, Brownie Wise obtient une indemnité correspondant à un an de salaire, soit 35 000 dollars. Elle fonde alors sa propre entreprise de vente à domicile mais le succès n'est pas au rendez-vous, elle travaille par la suite dans une entreprise de vente de produits de beauté. Elle meurt oubliée en 1992.

## Dans la culture populaire
En juillet 2014, The Hollywood Reporter déclare que Sony Pictures Entertainment a chargé le réalisateur Tate Taylor, de préparer un projet de film sur l'ascension et la chute Brownie Wise où elle serait incarnée par l'actrice Sandra Bullock,. Néanmoins, le film ne voit jamais le jour.